# Universidade de Göttingen
A Universidade de Göttingen (ou Gotinga; Georg-August-Universität Göttingen ou Georgia Augusta) é uma universidade da Alemanha situada na cidade de Göttingen.
Foi criada em 1734 pelo eleitor de Hanôver e rei da Grã-Bretanha Jorge II. Abriu suas portas aos estudantes em 1737. Logo conseguiu um lugar destacado no mundo das ciências. Em 1823 contava com 1547 estudantes. Começou com quatro faculdades: Teologia, Medicina, Direito e Literatura, rapidamente se converteu numa das universidades mais visitadas da Europa.

## Alunos e professores famosos
São exemplos de alunos ou professores que frequentaram a Universidade de Göttingen:

### Matemática
- David Hilbert
- Carl Friedrich Gauss
- Bernhard Riemann
- Felix Klein
- Emmy Noether
- Constantin Carathéodory
- John von Neumann
- Alexander von Humboldt
- Wilhelm Ackermann
- Gottlob Frege

### Física
- Max Born – Prêmio Nobel de Física 1954
- Enrico Fermi –Prêmio Nobel de Física 1938
- James Franck –Prêmio Nobel de Física 1926
- Max von Laue –  Prêmio Nobel de Física 1914
- Erwin Neher – Prêmio Nobel de Física 1991
- Walther Nernst –  Prêmio Nobel de Física 1920
- Wolfgang Pauli – Prêmio Nobel de Física 1945
- Max Planck – Prêmio Nobel de Física 1918
- Werner Heisenberg – Prêmio Nobel de Física 1932
- Maria Goeppert-Mayer – Prêmio Nobel de Física 1963
- Wilhelm Wien – Prêmio Nobel de Física 1911
- Eugene Paul Wigner – Prêmio Nobel de Física 1963
- Julius Robert Oppenheimer - Primeiro diretor do Laboratório Nacional de Los Alamos nos Estados Unidos e importante físico do século XX

### Química
- Adolf Butenandt – Prêmio Nobel de Química 1939
- Manfred Eigen – Prêmio Nobel de Química 1967 (com Norrish e Porter)
- Otto Hahn – Prêmio Nobel de Química 1944
- Walter Norman Haworth – Prêmio Nobel de Química 1937
- Irving Langmuir – Prêmio Nobel de Química 1932
- Peter Debye – Prêmio Nobel de Química 1932
- Theodore William Richards – Prêmio Nobel de Química 1914
- Otto Wallach – Prêmio Nobel de Química 1910
- Adolf Otto Reinhold Windaus – Prêmio Nobel de Química 1928
- Richard Adolf Zsigmondy – Prêmio Nobel de química 1925

### Biologia
- Othenio Abel
- Georg Birukow (zoologia)
- Georg Bitter (botânica)

### Psicologia
- Borwin Bandelow
- Otto Friedrich Bollnow

### Medicina
- Paul Ehrlich – Prêmio Nobel de medicina 1908
- Max Delbrück – Prêmio Nobel de Medicina 1969
- Ilya Ilyich Mechnikov – Prêmio Nobel de medicina 1908 (com Ehrlich)
- Erwin Neher – Prêmio Nobel de medicina 1991

### Direito
- Wilhelm von Humboldt – Fundador da Universidade Humboldt em Berlin
- Theodoro Schiefler – linguista e gramático emigrado para o Brasil
- Hans Hugo Klein – Juiz do tribunal constitucional alemão
- Rudolf von Jhering
- Friedrich Carl von Savigny
- Robert Alexy
- Peter Badura
- Ralf Dreier

### Política
- Otto von Bismarck – Chanceler da Alemanha
- Gerhard Schröder – Canceler alemão
- Richard von Weizsäcker – Presidente da Alemanha (1984 – 1994)

### Filosofia
- Arthur Schopenhauer
- Nicolai Hartmann – professor de filosofia entre 1945–1950
- Edmund Husserl – professor de filosofia e matemático

### Sociologia
- Max Weber – estudante de história
- Hans Paul Bahrdt – professor de sociologia
- Jürgen Trittin – estudante de sociologia

### Literatura
- Rudolf Eucken  – Prêmio Nobel de literatura 1908
- Heinrich Heine
- Jacob Grimm
- Wilhelm Grimm

### Filologia
- Eduard Fraenkel
- Hermann Fränkel
- Ulrich von Wilamowitz-Moellendorff

### Outros
- Johann David Köhler – Lógica e história
- Maximilian zu Wied-Neuwied – Organizou expedições ao Brasil e América do Norte
- Ernst Curtius – Arqueologia